# Shūichi Shigeno
重野 秀一
Œuvres principales
- Bari-bari densetsu
- DO-P-KAN
- Tunnel nuketara sky blue
- Initial D
- MF Ghost

Shūichi Shigeno (重野 秀一, Shigeno Shūichi) est un mangaka japonais né le 8 mars 1958 à Matsunoyama (en), préfecture de Niigata.
Ses principales œuvres, publiées au Japon par Young Magazine, sont Bari-bari densetsu (ja)  (バリバリでんせつ), pour lequel il reçut le Prix du manga Kōdansha en 1985, DO-P-KAN, Tunnel nuketara sky blue (トンネルぬけたらスカイ☆ブルー, lit. Une fois sorti du tunnel, le ciel est bleu), et surtout Initial D (頭文字Ｄ, Kashiramoji D), qui va lui apporter la célébrité en 1995.Il publie en 2017 une œuvre similaire à Initial D nommé MF Ghost.
Il possède une Toyota Sprinter Trueno des années 1980 comme Takumi, le personnage principal de son manga Initial D.